# Moto Morini Corsaro
La Corsaro è una motocicletta costruita dalla Moto Morini dal 1959 al 1974.

## Corsaro stradali e Country
La moto nacque per sostituire la 125 Turismo a due tempi, risalente all'inizio degli anni cinquanta. Il motore derivava da quello dello Sbarazzino del 1956, un monocilindrico quattro tempi di 98 cm³ con distribuzione ad aste e bilancieri, portato a 125 cm³ (alesaggio x corsa 56x50 mm). Tutto nuovo il telaio, a culla aperta in tubi (sullo Sbarazzino erano presenti elementi in lamiera stampata). La nuova 125 bolognese grazie alle sue prestazioni riscosse un buon successo.
Il 1963 uscì il Corsaro Veloce, dotato di un'estetica rivista e di un motore potenziato a 9 CV, che spingeva la moto a 115 km/h. L'anno successivo la gamma fu ampliata con un modello di 150 cm³ (alesaggioxcorsa 58x54 mm, cilindrata 142,6 cm³).
Intorno agli anni sessanta iniziò l'esportazione in USA del Corsaro, sotto le denominazioni Cyclone, Jaguar e Hurricane.
Nel 1969 la gamma Corsaro fu completamente rivista: due gli allestimenti, Sport Lusso e Super Sport, il primo solo di 125, il secondo anche 150. In entrambi i casi il cambio passò da 4 a 5 marce. Il 1970 uscì il Corsaro Country, scrambler con motore del Super Sport e telaio della versione da Regolarità.
Del 1972 è il Corsaro Special, con allestimento sportiveggiante, disponibile con i motori di 125 e 150.
La produzione del Corsaro cessò nel 1974, quando fu sostituito dalla 125 H con motore derivato dalla 3 1/2. Il nome fu ripreso per il primo modello della rinata Moto Morini, nel 2005.

## Corsaro Regolarità
L'inizio degli anni sessanta vide anche la nascita di una versione da Regolarità del Corsaro. La prima versione (1962) era poco più di una scrambler, e si dovette attendere il Salone di Milano 1965 per un modello più specialistico, con telaio a doppia culla chiusa e sospensioni migliori. Il Corsaro Regolarità così rivisitato ottenne diversi successi sportivi nella stagione 1966 (vittoria di categoria alla Valli Bergamasche e medaglia d'oro alla Sei Giorni), anno in cui all'originaria versione 125 fu affiancata anche una 150 cm³.
L'anno successivo il modello venne totalmente modificato: nuovo il telaio (un monotrave superiore con doppia culla chiusa rialzata), le sovrastrutture e rivisto il motore, disponibile in tre cilindrate (100, 125 e 150). Con queste modifiche le Morini pilotate da Edoardo Dossena, Giovanni Collina e Giuseppe Gritti vinsero il Campionato Italiano nelle classi 100, 125 e Oltre 125, ottenendo anche quattro medaglie d'oro alla Sei Giorni. Per il 1968 il motore 150 venne leggermente maggiorato (da 142,6 a 153,2 cm³) grazie all'aumento della corsa da 54 a 58 mm. In quest'anno il Corsaro vinse il titolo italiano della 100 con Pierluigi Rottigni e della 125 con Collina, oltre a sette medaglie d'Oro alla Sei Giorni di San Pellegrino Terme.
La Sei Giorni bergamasca mostrò i limiti del Corsaro Regolarità, surclassato nelle prestazioni dalle due tempi austriache e tedesche. Nel 1969 la Morini presentò la nuova versione della sua Regolarità, con telaio irrobustito, cambio a 5 rapporti e una nuova estetica. Questa versione ottenne, nel biennio 1969-70, quattro titoli italiani con Giuseppe Signorelli, Alessandro Gritti e Fausto Oldrati.
Nel 1971 la Morini, al fine di contrastare ulteriormente la sempre più pressante concorrenza duetempistica, rivedette di nuovo il Corsaro Regolarità: telaio Verlicchi alleggerito, sospensioni Marzocchi, ruota anteriore da 21". Esce di produzione il motore da 100 cm³, mentre il 150 viene ulteriormente maggiorato (si passa a 163,9 cm³, aumentando l'alesaggio a 60 mm).
Per il solo impiego agonistico Franco Lambertini progettò una nuova termica con camera di scoppio nel pistone e testa piatta. Con questo accorgimento si guadagnarono 2 CV e migliorarono la coppia e il tiro ai bassi regimi. Alessandro Gritti vinse con la nuova termica la Valli Bergamasche '71.
Il 1972 fu l'ultimo anno di produzione del Corsaro Regolarità; per ritrovare una fuoristrada marchiata Morini si dovrà attendere il 1981, anno di entrata in commercio della Camel, spinta dal 500 bicilindrico a V progettato da Lambertini.

## Caratteristiche tecniche
| Caratteristiche tecniche - Moto Morini Corsaro Veloce               | Caratteristiche tecniche - Moto Morini Corsaro Veloce                                                                                              | Caratteristiche tecniche - Moto Morini Corsaro Veloce                                                                                              | Caratteristiche tecniche - Moto Morini Corsaro Veloce                                                                                              | Caratteristiche tecniche - Moto Morini Corsaro Veloce                                                                                              | Caratteristiche tecniche - Moto Morini Corsaro Veloce                                                                                              |
| Dimensioni e pesi                                                   | Dimensioni e pesi | Dimensioni e pesi | Dimensioni e pesi | Dimensioni e pesi | Dimensioni e pesi |
| ------------------------------------------------------------------- | --- | --- | --- | --- | --- |
| Ingombri (lungh.×largh.×alt.)                                       | 1905 × 560 × 920 mm | 1905 × 560 × 920 mm | 1905 × 560 × 920 mm | 1905 × 560 × 920 mm | 1905 × 560 × 920 mm |
| Altezze                                                             | Sella: 745 mm - Minima da terra: 170 mm | Sella: 745 mm - Minima da terra: 170 mm | Sella: 745 mm - Minima da terra: 170 mm | Sella: 745 mm - Minima da terra: 170 mm | Sella: 745 mm - Minima da terra: 170 mm |
| Interasse: 1265 mm                                                  | Interasse: 1265 mm | Massa a vuoto: 87 kg | Massa a vuoto: 87 kg | Serbatoio: 10 l | Serbatoio: 10 l |
| Meccanica                                                           | | | | | |
| Tipo motore: monocilindrico 4 tempi leggermente inclinato in avanti | Tipo motore: monocilindrico 4 tempi leggermente inclinato in avanti                                                                                | Tipo motore: monocilindrico 4 tempi leggermente inclinato in avanti                                                                                | Tipo motore: monocilindrico 4 tempi leggermente inclinato in avanti                                                                                | Raffreddamento: ad aria | Raffreddamento: ad aria |
| Cilindrata                                                          | 123,08 cm³ (Alesaggio 56 × Corsa 50 mm) | 123,08 cm³ (Alesaggio 56 × Corsa 50 mm) | 123,08 cm³ (Alesaggio 56 × Corsa 50 mm) | 123,08 cm³ (Alesaggio 56 × Corsa 50 mm) | 123,08 cm³ (Alesaggio 56 × Corsa 50 mm) |
| Distribuzione: aste e bilancieri                                    | Distribuzione: aste e bilancieri | Distribuzione: aste e bilancieri | Alimentazione: un carburatore Dell'Orto UBF 20 BS                                                                                                  | Alimentazione: un carburatore Dell'Orto UBF 20 BS                                                                                                  | Alimentazione: un carburatore Dell'Orto UBF 20 BS                                                                                                  |
| Potenza: 9 CV a 9000 giri/min                                       | Potenza: 9 CV a 9000 giri/min | Coppia: | Coppia: | Rapporto di compressione: 9:1 | Rapporto di compressione: 9:1 |
| Frizione: multidisco a bagno d'olio                                 | Frizione: multidisco a bagno d'olio | Frizione: multidisco a bagno d'olio | Cambio: 5 marce in blocco con ingranaggi sempre in presa, comando a pedale a bilanciere sulla destra                                               | Cambio: 5 marce in blocco con ingranaggi sempre in presa, comando a pedale a bilanciere sulla destra                                               | Cambio: 5 marce in blocco con ingranaggi sempre in presa, comando a pedale a bilanciere sulla destra                                               |
| Accensione                                                          | a volano magnete alternatore | a volano magnete alternatore | a volano magnete alternatore | a volano magnete alternatore | a volano magnete alternatore |
| Trasmissione                                                        | primaria a ingranaggi elicoidali, finale a catena                                                                                                  | primaria a ingranaggi elicoidali, finale a catena                                                                                                  | primaria a ingranaggi elicoidali, finale a catena                                                                                                  | primaria a ingranaggi elicoidali, finale a catena                                                                                                  | primaria a ingranaggi elicoidali, finale a catena                                                                                                  |
| Avviamento                                                          | a pedale | a pedale | a pedale | a pedale | a pedale |
| Ciclistica                                                          | | | | | |
| Telaio                                                              | doppia culla aperta in tubi | doppia culla aperta in tubi | doppia culla aperta in tubi | doppia culla aperta in tubi | doppia culla aperta in tubi |
| Sospensioni                                                         | Anteriore: forcella teleidraulica / Posteriore: forcellone oscillante con due ammortizzatori teleidraulici a molle scoperte Ceriani non regolabili | Anteriore: forcella teleidraulica / Posteriore: forcellone oscillante con due ammortizzatori teleidraulici a molle scoperte Ceriani non regolabili | Anteriore: forcella teleidraulica / Posteriore: forcellone oscillante con due ammortizzatori teleidraulici a molle scoperte Ceriani non regolabili | Anteriore: forcella teleidraulica / Posteriore: forcellone oscillante con due ammortizzatori teleidraulici a molle scoperte Ceriani non regolabili | Anteriore: forcella teleidraulica / Posteriore: forcellone oscillante con due ammortizzatori teleidraulici a molle scoperte Ceriani non regolabili |
| Freni                                                               | Anteriore: tamburo centrale, diametro 135 mm / Posteriore: tamburo centrale, diametro 135 mm                                                       | Anteriore: tamburo centrale, diametro 135 mm / Posteriore: tamburo centrale, diametro 135 mm                                                       | Anteriore: tamburo centrale, diametro 135 mm / Posteriore: tamburo centrale, diametro 135 mm                                                       | Anteriore: tamburo centrale, diametro 135 mm / Posteriore: tamburo centrale, diametro 135 mm                                                       | Anteriore: tamburo centrale, diametro 135 mm / Posteriore: tamburo centrale, diametro 135 mm                                                       |
| Pneumatici                                                          | anteriore 2.50-18", posteriore 2.75-18" | anteriore 2.50-18", posteriore 2.75-18" | anteriore 2.50-18", posteriore 2.75-18" | anteriore 2.50-18", posteriore 2.75-18" | anteriore 2.50-18", posteriore 2.75-18" |
| Prestazioni dichiarate                                              | | | | | |
| Velocità massima                                                    | 115 km/h | 115 km/h | 115 km/h | 115 km/h | 115 km/h |
| Consumo                                                             | 34,5 km/l | 34,5 km/l | 34,5 km/l | 34,5 km/l | 34,5 km/l |
| Fonte dei dati: Motociclismo d'Epoca 11/2005, pag. 77               | | | | | |

| Caratteristiche tecniche - Moto Morini Corsaro Country              | Caratteristiche tecniche - Moto Morini Corsaro Country | Caratteristiche tecniche - Moto Morini Corsaro Country | Caratteristiche tecniche - Moto Morini Corsaro Country | Caratteristiche tecniche - Moto Morini Corsaro Country | Caratteristiche tecniche - Moto Morini Corsaro Country |
| Dimensioni e pesi                                                   | Dimensioni e pesi | Dimensioni e pesi | Dimensioni e pesi | Dimensioni e pesi | Dimensioni e pesi |
| ------------------------------------------------------------------- | --- | --- | --- | --- | --- |
| Ingombri (lungh.×largh.×alt.)                                       | 1930 × 780 × 1090 mm | 1930 × 780 × 1090 mm | 1930 × 780 × 1090 mm | 1930 × 780 × 1090 mm | 1930 × 780 × 1090 mm |
| Altezze                                                             | Sella: 775 mm - Minima da terra: 190 mm | Sella: 775 mm - Minima da terra: 190 mm | Sella: 775 mm - Minima da terra: 190 mm | Sella: 775 mm - Minima da terra: 190 mm | Sella: 775 mm - Minima da terra: 190 mm |
| Interasse: 1250 mm                                                  | Interasse: 1250 mm | Massa a vuoto: 94 kg | Massa a vuoto: 94 kg | Serbatoio: 9 l | Serbatoio: 9 l |
| Meccanica                                                           | | | | | |
| Tipo motore: monocilindrico 4 tempi leggermente inclinato in avanti | Tipo motore: monocilindrico 4 tempi leggermente inclinato in avanti | Tipo motore: monocilindrico 4 tempi leggermente inclinato in avanti | Tipo motore: monocilindrico 4 tempi leggermente inclinato in avanti | Raffreddamento: ad aria | Raffreddamento: ad aria |
| Cilindrata                                                          | 123,08 cm³ (Alesaggio 56 × Corsa 50 mm) | 123,08 cm³ (Alesaggio 56 × Corsa 50 mm) | 123,08 cm³ (Alesaggio 56 × Corsa 50 mm) | 123,08 cm³ (Alesaggio 56 × Corsa 50 mm) | 123,08 cm³ (Alesaggio 56 × Corsa 50 mm) |
| Distribuzione: aste e bilancieri                                    | Distribuzione: aste e bilancieri | Distribuzione: aste e bilancieri | Alimentazione: un carburatore Dell'Orto UBF 20 BS | Alimentazione: un carburatore Dell'Orto UBF 20 BS | Alimentazione: un carburatore Dell'Orto UBF 20 BS |
| Potenza: 10,8 CV a 9600 giri/min                                    | Potenza: 10,8 CV a 9600 giri/min | Coppia: | Coppia: | Rapporto di compressione: 9,8:1 | Rapporto di compressione: 9,8:1 |
| Frizione: multidisco a bagno d'olio                                 | Frizione: multidisco a bagno d'olio | Frizione: multidisco a bagno d'olio | Cambio: 5 marce in blocco con ingranaggi sempre in presa, comando a pedale con leva singola sulla destra                                                                  | Cambio: 5 marce in blocco con ingranaggi sempre in presa, comando a pedale con leva singola sulla destra                                                                  | Cambio: 5 marce in blocco con ingranaggi sempre in presa, comando a pedale con leva singola sulla destra                                                                  |
| Accensione                                                          | a volano magnete alternatore | a volano magnete alternatore | a volano magnete alternatore | a volano magnete alternatore | a volano magnete alternatore |
| Trasmissione                                                        | primaria a ingranaggi elicoidali, finale a catena | primaria a ingranaggi elicoidali, finale a catena | primaria a ingranaggi elicoidali, finale a catena | primaria a ingranaggi elicoidali, finale a catena | primaria a ingranaggi elicoidali, finale a catena |
| Avviamento                                                          | a pedale | a pedale | a pedale | a pedale | a pedale |
| Ciclistica                                                          | | | | | |
| Telaio                                                              | doppia culla chiusa in tubi | doppia culla chiusa in tubi | doppia culla chiusa in tubi | doppia culla chiusa in tubi | doppia culla chiusa in tubi |
| Sospensioni                                                         | Anteriore: forcella teleidraulica Marzocchi diametro 32 mm / Posteriore: forcellone oscillante con due ammortizzatori teleidraulici a molle scoperte Marzocchi regolabili | Anteriore: forcella teleidraulica Marzocchi diametro 32 mm / Posteriore: forcellone oscillante con due ammortizzatori teleidraulici a molle scoperte Marzocchi regolabili | Anteriore: forcella teleidraulica Marzocchi diametro 32 mm / Posteriore: forcellone oscillante con due ammortizzatori teleidraulici a molle scoperte Marzocchi regolabili | Anteriore: forcella teleidraulica Marzocchi diametro 32 mm / Posteriore: forcellone oscillante con due ammortizzatori teleidraulici a molle scoperte Marzocchi regolabili | Anteriore: forcella teleidraulica Marzocchi diametro 32 mm / Posteriore: forcellone oscillante con due ammortizzatori teleidraulici a molle scoperte Marzocchi regolabili |
| Freni                                                               | Anteriore: tamburo centrale, diametro 135 mm / Posteriore: tamburo centrale, diametro 135 mm                                                                              | Anteriore: tamburo centrale, diametro 135 mm / Posteriore: tamburo centrale, diametro 135 mm                                                                              | Anteriore: tamburo centrale, diametro 135 mm / Posteriore: tamburo centrale, diametro 135 mm                                                                              | Anteriore: tamburo centrale, diametro 135 mm / Posteriore: tamburo centrale, diametro 135 mm                                                                              | Anteriore: tamburo centrale, diametro 135 mm / Posteriore: tamburo centrale, diametro 135 mm                                                                              |
| Pneumatici                                                          | anteriore 2.50-19", posteriore 3.00-18" | anteriore 2.50-19", posteriore 3.00-18" | anteriore 2.50-19", posteriore 3.00-18" | anteriore 2.50-19", posteriore 3.00-18" | anteriore 2.50-19", posteriore 3.00-18" |
| Prestazioni dichiarate                                              | | | | | |
| Velocità massima                                                    | 109,2 km/h | 109,2 km/h | 109,2 km/h | 109,2 km/h | 109,2 km/h |
| Fonte dei dati: Motociclismo d'Epoca 10/2004, pag. 59               | | | | | |

| Caratteristiche tecniche - Moto Morini Corsaro Special 125 (150)    | Caratteristiche tecniche - Moto Morini Corsaro Special 125 (150)                                                                                           | Caratteristiche tecniche - Moto Morini Corsaro Special 125 (150)                                                                                           | Caratteristiche tecniche - Moto Morini Corsaro Special 125 (150)                                                                                           | Caratteristiche tecniche - Moto Morini Corsaro Special 125 (150)                                                                                           | Caratteristiche tecniche - Moto Morini Corsaro Special 125 (150)                                                                                           |
| Dimensioni e pesi                                                   | Dimensioni e pesi | Dimensioni e pesi | Dimensioni e pesi | Dimensioni e pesi | Dimensioni e pesi |
| ------------------------------------------------------------------- | --- | --- | --- | --- | --- |
| Ingombri (lungh.×largh.×alt.)                                       | 1940 × 620 × 980 mm | 1940 × 620 × 980 mm | 1940 × 620 × 980 mm | 1940 × 620 × 980 mm | 1940 × 620 × 980 mm |
| Altezze                                                             | Sella: 750 mm - Minima da terra: 180 mm | Sella: 750 mm - Minima da terra: 180 mm | Sella: 750 mm - Minima da terra: 180 mm | Sella: 750 mm - Minima da terra: 180 mm | Sella: 750 mm - Minima da terra: 180 mm |
| Interasse: 1270 mm                                                  | Interasse: 1270 mm | Massa a vuoto: 92 kg | Massa a vuoto: 92 kg | Serbatoio: 10,5 l | Serbatoio: 10,5 l |
| Meccanica                                                           | | | | | |
| Tipo motore: monocilindrico 4 tempi leggermente inclinato in avanti | Tipo motore: monocilindrico 4 tempi leggermente inclinato in avanti                                                                                        | Tipo motore: monocilindrico 4 tempi leggermente inclinato in avanti                                                                                        | Tipo motore: monocilindrico 4 tempi leggermente inclinato in avanti                                                                                        | Raffreddamento: ad aria | Raffreddamento: ad aria |
| Cilindrata                                                          | 123,08 (142,6) cm³ (Alesaggio 56 (58) × Corsa 50 (54) mm)                                                                                                  | 123,08 (142,6) cm³ (Alesaggio 56 (58) × Corsa 50 (54) mm)                                                                                                  | 123,08 (142,6) cm³ (Alesaggio 56 (58) × Corsa 50 (54) mm)                                                                                                  | 123,08 (142,6) cm³ (Alesaggio 56 (58) × Corsa 50 (54) mm)                                                                                                  | 123,08 (142,6) cm³ (Alesaggio 56 (58) × Corsa 50 (54) mm)                                                                                                  |
| Distribuzione: aste e bilancieri                                    | Distribuzione: aste e bilancieri | Distribuzione: aste e bilancieri | Alimentazione: un carburatore Dell'Orto UBF 20 BS | Alimentazione: un carburatore Dell'Orto UBF 20 BS | Alimentazione: un carburatore Dell'Orto UBF 20 BS |
| Potenza: 10,8 CV a 9600 giri/min (10,9 CV a 9400 giri/min)          | Potenza: 10,8 CV a 9600 giri/min (10,9 CV a 9400 giri/min)                                                                                                 | Coppia: | Coppia: | Rapporto di compressione: 9:1 | Rapporto di compressione: 9:1 |
| Frizione: multidisco a bagno d'olio                                 | Frizione: multidisco a bagno d'olio | Frizione: multidisco a bagno d'olio | Cambio: 5 marce in blocco con ingranaggi sempre in presa, comando a pedale con leva singola sulla destra                                                   | Cambio: 5 marce in blocco con ingranaggi sempre in presa, comando a pedale con leva singola sulla destra                                                   | Cambio: 5 marce in blocco con ingranaggi sempre in presa, comando a pedale con leva singola sulla destra                                                   |
| Accensione                                                          | a volano magnete alternatore | a volano magnete alternatore | a volano magnete alternatore | a volano magnete alternatore | a volano magnete alternatore |
| Trasmissione                                                        | primaria a ingranaggi elicoidali, finale a catena | primaria a ingranaggi elicoidali, finale a catena | primaria a ingranaggi elicoidali, finale a catena | primaria a ingranaggi elicoidali, finale a catena | primaria a ingranaggi elicoidali, finale a catena |
| Avviamento                                                          | a pedale | a pedale | a pedale | a pedale | a pedale |
| Ciclistica                                                          | | | | | |
| Telaio                                                              | doppia culla aperta in tubi | doppia culla aperta in tubi | doppia culla aperta in tubi | doppia culla aperta in tubi | doppia culla aperta in tubi |
| Sospensioni                                                         | Anteriore: forcella teleidraulica Marzocchi diametro 32 mm / Posteriore: forcellone oscillante con due ammortizzatori teleidraulici a molle scoperte Sebac | Anteriore: forcella teleidraulica Marzocchi diametro 32 mm / Posteriore: forcellone oscillante con due ammortizzatori teleidraulici a molle scoperte Sebac | Anteriore: forcella teleidraulica Marzocchi diametro 32 mm / Posteriore: forcellone oscillante con due ammortizzatori teleidraulici a molle scoperte Sebac | Anteriore: forcella teleidraulica Marzocchi diametro 32 mm / Posteriore: forcellone oscillante con due ammortizzatori teleidraulici a molle scoperte Sebac | Anteriore: forcella teleidraulica Marzocchi diametro 32 mm / Posteriore: forcellone oscillante con due ammortizzatori teleidraulici a molle scoperte Sebac |
| Freni                                                               | Anteriore: tamburo centrale monocamma, diametro 130 mm / Posteriore: tamburo centrale monocamma, diametro 130 mm                                           | Anteriore: tamburo centrale monocamma, diametro 130 mm / Posteriore: tamburo centrale monocamma, diametro 130 mm                                           | Anteriore: tamburo centrale monocamma, diametro 130 mm / Posteriore: tamburo centrale monocamma, diametro 130 mm                                           | Anteriore: tamburo centrale monocamma, diametro 130 mm / Posteriore: tamburo centrale monocamma, diametro 130 mm                                           | Anteriore: tamburo centrale monocamma, diametro 130 mm / Posteriore: tamburo centrale monocamma, diametro 130 mm                                           |
| Pneumatici                                                          | anteriore 2.50-18", posteriore 2.75-18" | anteriore 2.50-18", posteriore 2.75-18" | anteriore 2.50-18", posteriore 2.75-18" | anteriore 2.50-18", posteriore 2.75-18" | anteriore 2.50-18", posteriore 2.75-18" |
| Fonte dei dati: Motociclismo d'Epoca 7/2006, pag. 95                | | | | | |

| Caratteristiche tecniche - Moto Morini Corsaro Regolarità 125 - 1969 | Caratteristiche tecniche - Moto Morini Corsaro Regolarità 125 - 1969                                       | Caratteristiche tecniche - Moto Morini Corsaro Regolarità 125 - 1969                                       | Caratteristiche tecniche - Moto Morini Corsaro Regolarità 125 - 1969                                       | Caratteristiche tecniche - Moto Morini Corsaro Regolarità 125 - 1969                                       | Caratteristiche tecniche - Moto Morini Corsaro Regolarità 125 - 1969                                       |
| Dimensioni e pesi                                                    | Dimensioni e pesi                                                                                          | Dimensioni e pesi                                                                                          | Dimensioni e pesi                                                                                          | Dimensioni e pesi                                                                                          | Dimensioni e pesi                                                                                          |
| -------------------------------------------------------------------- | --- | --- | --- | --- | --- |
| Ingombri (lungh.×largh.×alt.)                                        | 1980 × 780 × 1075 mm                                                                                       | 1980 × 780 × 1075 mm                                                                                       | 1980 × 780 × 1075 mm                                                                                       | 1980 × 780 × 1075 mm                                                                                       | 1980 × 780 × 1075 mm                                                                                       |
| Altezze                                                              | Sella: 820 mm - Minima da terra: 220 mm                                                                    | Sella: 820 mm - Minima da terra: 220 mm                                                                    | Sella: 820 mm - Minima da terra: 220 mm                                                                    | Sella: 820 mm - Minima da terra: 220 mm                                                                    | Sella: 820 mm - Minima da terra: 220 mm                                                                    |
| Interasse: 1315 mm                                                   | Interasse: 1315 mm                                                                                         | Massa a vuoto: 100 kg                                                                                      | Massa a vuoto: 100 kg                                                                                      | Serbatoio: 10 l                                                                                            | Serbatoio: 10 l                                                                                            |
| Meccanica                                                            | | | | | |
| Tipo motore: monocilindrico 4 tempi leggermente inclinato in avanti  | Tipo motore: monocilindrico 4 tempi leggermente inclinato in avanti                                        | Tipo motore: monocilindrico 4 tempi leggermente inclinato in avanti                                        | Tipo motore: monocilindrico 4 tempi leggermente inclinato in avanti                                        | Raffreddamento: ad aria                                                                                    | Raffreddamento: ad aria                                                                                    |
| Cilindrata                                                           | 123,08 cm³ (Alesaggio 56 × Corsa 50 mm)                                                                    | 123,08 cm³ (Alesaggio 56 × Corsa 50 mm)                                                                    | 123,08 cm³ (Alesaggio 56 × Corsa 50 mm)                                                                    | 123,08 cm³ (Alesaggio 56 × Corsa 50 mm)                                                                    | 123,08 cm³ (Alesaggio 56 × Corsa 50 mm)                                                                    |
| Distribuzione: aste e bilancieri                                     | Distribuzione: aste e bilancieri                                                                           | Distribuzione: aste e bilancieri                                                                           | Alimentazione: un carburatore Dell'Orto UBF 22 BS                                                          | Alimentazione: un carburatore Dell'Orto UBF 22 BS                                                          | Alimentazione: un carburatore Dell'Orto UBF 22 BS                                                          |
| Potenza: 11,5 CV a 9800 giri/min                                     | Potenza: 11,5 CV a 9800 giri/min                                                                           | Coppia: | Coppia: | Rapporto di compressione: 10:1                                                                             | Rapporto di compressione: 10:1                                                                             |
| Frizione: multidisco a bagno d'olio                                  | Frizione: multidisco a bagno d'olio                                                                        | Frizione: multidisco a bagno d'olio                                                                        | Cambio: 5 marce in blocco con ingranaggi sempre in presa, comando a pedale con leva singola sulla destra   | Cambio: 5 marce in blocco con ingranaggi sempre in presa, comando a pedale con leva singola sulla destra   | Cambio: 5 marce in blocco con ingranaggi sempre in presa, comando a pedale con leva singola sulla destra   |
| Accensione                                                           | a volano magnete alternatore                                                                               | a volano magnete alternatore                                                                               | a volano magnete alternatore                                                                               | a volano magnete alternatore                                                                               | a volano magnete alternatore                                                                               |
| Trasmissione                                                         | primaria a ingranaggi elicoidali, finale a catena                                                          | primaria a ingranaggi elicoidali, finale a catena                                                          | primaria a ingranaggi elicoidali, finale a catena                                                          | primaria a ingranaggi elicoidali, finale a catena                                                          | primaria a ingranaggi elicoidali, finale a catena                                                          |
| Avviamento                                                           | a pedale                                                                                                   | a pedale                                                                                                   | a pedale                                                                                                   | a pedale                                                                                                   | a pedale                                                                                                   |
| Ciclistica                                                           | | | | | |
| Telaio                                                               | doppia culla chiusa in tubi d'acciaio al Cr-Mo                                                             | doppia culla chiusa in tubi d'acciaio al Cr-Mo                                                             | doppia culla chiusa in tubi d'acciaio al Cr-Mo                                                             | doppia culla chiusa in tubi d'acciaio al Cr-Mo                                                             | doppia culla chiusa in tubi d'acciaio al Cr-Mo                                                             |
| Sospensioni                                                          | Anteriore: forcella teleidraulica / Posteriore: forcellone oscillante con due ammortizzatori teleidraulici | Anteriore: forcella teleidraulica / Posteriore: forcellone oscillante con due ammortizzatori teleidraulici | Anteriore: forcella teleidraulica / Posteriore: forcellone oscillante con due ammortizzatori teleidraulici | Anteriore: forcella teleidraulica / Posteriore: forcellone oscillante con due ammortizzatori teleidraulici | Anteriore: forcella teleidraulica / Posteriore: forcellone oscillante con due ammortizzatori teleidraulici |
| Freni                                                                | Anteriore: tamburo centrale, diametro 135 mm / Posteriore: tamburo laterale, diametro 150 mm               | Anteriore: tamburo centrale, diametro 135 mm / Posteriore: tamburo laterale, diametro 150 mm               | Anteriore: tamburo centrale, diametro 135 mm / Posteriore: tamburo laterale, diametro 150 mm               | Anteriore: tamburo centrale, diametro 135 mm / Posteriore: tamburo laterale, diametro 150 mm               | Anteriore: tamburo centrale, diametro 135 mm / Posteriore: tamburo laterale, diametro 150 mm               |
| Pneumatici                                                           | anteriore 2.50-19", posteriore 3.50-18"                                                                    | anteriore 2.50-19", posteriore 3.50-18"                                                                    | anteriore 2.50-19", posteriore 3.50-18"                                                                    | anteriore 2.50-19", posteriore 3.50-18"                                                                    | anteriore 2.50-19", posteriore 3.50-18"                                                                    |
| Prestazioni dichiarate                                               | | | | | |
| Velocità massima                                                     | 102 km/h                                                                                                   | 102 km/h                                                                                                   | 102 km/h                                                                                                   | 102 km/h                                                                                                   | 102 km/h                                                                                                   |
| Fonte dei dati: Motociclismo d'Epoca 10/2002, pag. 39                | | | | | |